# Akromesomele Dysplasie Typ Hunter-Thompson
Die Akromesomele Dysplasie Typ Hunter-Thompson (AMDH) ist eine Form der sehr seltenen, zu den angeborenen Skelettdysplasien gehörigen akromesomelen Dysplasie.
Synonym: Kleinwuchs, akromesomeler
Die Namensbezeichnung bezieht sich auf einen Bericht aus dem Jahre 1976 durch den kanadischen Humangenetiker A. G. W. Hunter und M. W. Thompson.
Die Erstbeschreibung stammt aus dem Jahre 1974 durch den südafrikanischen Humangenetiker Peter Beighton.

## Verbreitung
Die Häufigkeit wird mit unter 1 zu 1.000.000 angegeben, die Vererbung erfolgt autosomal-rezessiv.

## Ursache
Der Erkrankung liegen Mutationen im  GDF5-Gen auf Chromosom 20 Genort q11.22 zugrunde, welches für das Knorpel-ständige morphogenetische Protein 1 (CDMP-1) kodiert.
Das gleiche Gen ist auch beim Typ Grebe (AMDG) sowie bei der Brachydaktylie Typ C verändert.

## Klinische Erscheinungen
Klinische Kriterien sind:
- ausgeprägter Kleinwuchs der Extremitäten, der unteren mehr als der oberen
- oft mit Luxationen
- Wirbelsäule und Gesicht normal
- Fusionen von Hand- und Fußknochen

## Diagnose
Die Diagnose basiert auf den klinischen und radiologischen Befunden und der genetischen Untersuchung.